# Wessington Springs
Wessington Springs è un comune (city) degli Stati Uniti d'America e capoluogo della contea di Jerauld nello Stato del Dakota del Sud. La popolazione era di 956 abitanti al censimento del 2010.

## Geografia fisica
Wessington Springs è situata a 44°04′55″N 98°34′13″W (44.081842, -98.570244).
Secondo lo United States Census Bureau, la città ha una superficie totale di 4,58 km², dei quali 4,58 km² di territorio e 0 km² di acque interne (0% del totale).
A Wessington Springs è stato assegnato lo ZIP code 57382 e lo FIPS place code 70220.

## Storia
Il sito della città di Wessington Springs venne fondato nel 1880 e mappato nel 1882, all'inizio era un insediamento agricolo della regione. L'epoca del boom della città ha avuto iniziato nel 1903, quando una diramazione della Milwaukee Road fu costruita nella zona est della città.
La città era la sede del Wessington Springs College, un istituto di istruzione superiore che esisteva dal 1887 fino al 1968. V'è un campo di baseball in città che ospita una squadra amatoriale di baseball che si chiama Wessington Springs Owls.

## Società

### Evoluzione demografica
Secondo il censimento del 2010, c'erano 956 abitanti.

### Etnie e minoranze straniere
Secondo il censimento del 2010, la composizione etnica della città era formata dal 98,95% di bianchi, lo 0% di afroamericani, lo 0,31% di nativi americani, lo 0,31% di asiatici, lo 0% di oceanici, lo 0,21% di altre razze, e lo 0,21% di due o più etnie. Ispanici o latinos di qualunque razza erano lo 0,63% della popolazione.